# Mandschurische Esche

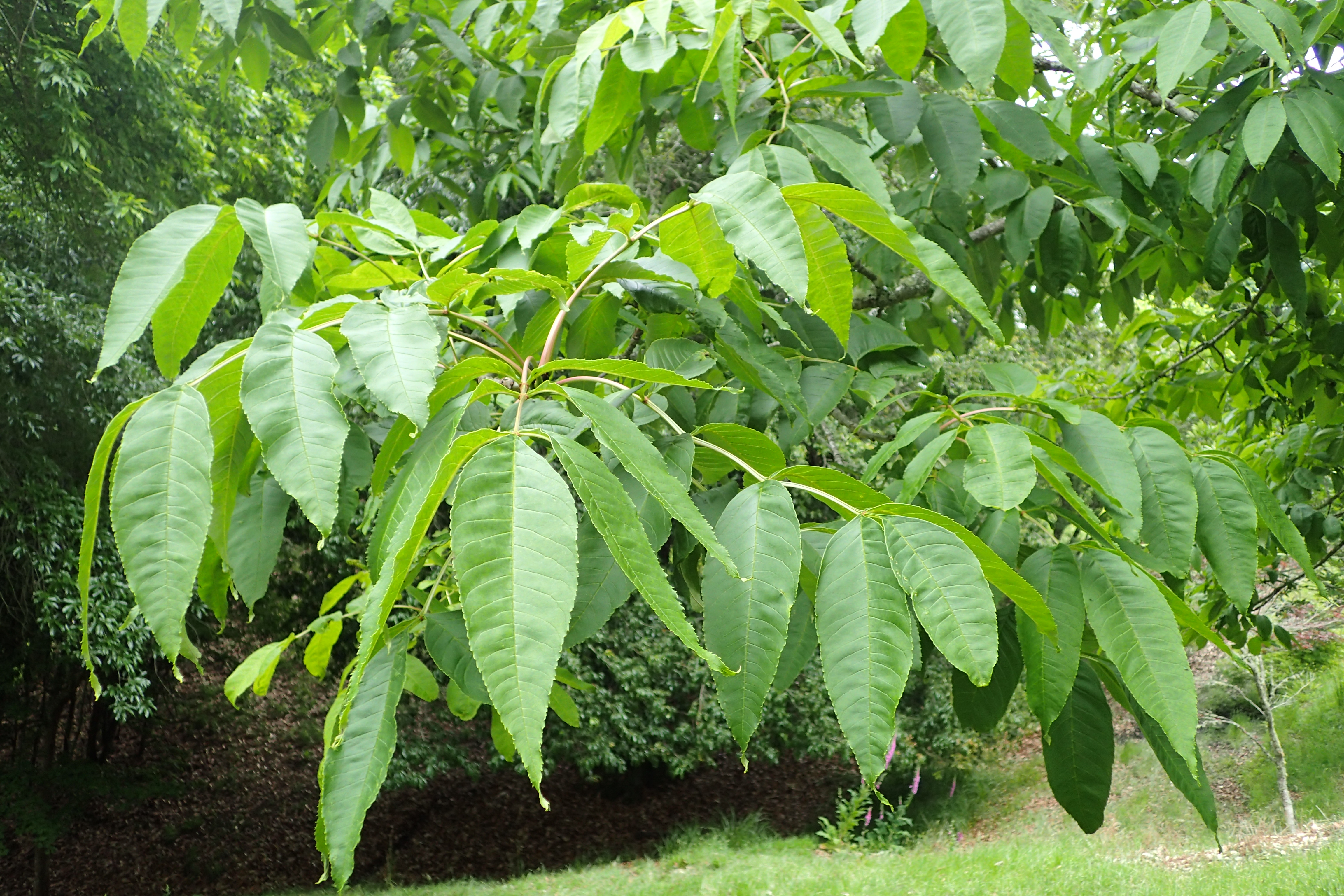
Blätter

Die Mandschurische Esche (Fraxinus mandshurica), auch Asiatische Schwarz-Esche genannt, ist eine Pflanzenart aus der Gattung der Eschen (Fraxinus) in der Familie der Ölbaumgewächse (Oleaceae).

## Beschreibung
Die Mandschurische Esche ist ein Laubbaum, der Wuchshöhen von bis zu 30 Meter erreicht. Der Stammdurchmesser erreicht über 1 Meter. Die Zweige sind kahl und vierkantig. Die Winterknospen sind schwarzbraun gefärbt. 
Die gegenständigen, gestielten und unpaarig gefiederten Laubblätter bestehen aus 7 bis 11 gesägten, mattgrünen Fiederblättchen. Die bis 20 Zentimeter langen, fast sitzenden Blättchen sind zugespitzt bis geschwänzt und eiförmig. Sie sind unterseits auf den Adern behaart und oberseits fast kahl.
Die Mandschurische Esche ist zweihäusig getrenntgeschlechtig (diözisch). Die Blüten stehen zu vielen in einem rispigen Blütenstand zusammen. Die Blüten erscheinen vor den Blättern in Rispen. Die eingeschlechtigen und gestielten Blüten besitzen keine Kron- und Kelchblätter. Die weiblichen Blüten besitzen Staminodien.
Die einseitig geflügelten und einsamigen, flachen Flügelnüsse sind bis 4 Zentimeter lang.
Die Chromosomenzahl beträgt 2n = 48.

## Vorkommen
Die Mandschurische Esche ist in Nordostasien weit verbreitet. Sie kommt in Nordchina, dem Amurgebiet, in der Mandschurei, auf Sachalin und Japan vor. Sie besiedelt feuchte bis nasse Standorte am Rand von Flüssen und Sümpfen.
In Mitteleuropa ist sie aufgrund des frühen Austriebs sehr spätfrostgefährdet.

## Nutzung
Das Holz der Mandschurischen Esche ist elastisch, schwer und hart. Es wird massiv und als wertvolles Furnier im Innenausbau und für Möbel verwendet. Außerdem werden Sportgeräte aus dem Holz hergestellt.